# Rysskären
Rysskären är öar i Åland (Finland). De ligger i Skärgårdshavet och i kommunen Kumlinge i landskapet Åland, i den sydvästra delen av landet. Öarna ligger omkring 54 kilometer öster om Mariehamn och omkring 230 kilometer väster om Helsingfors.
Öarnas area är 33,2 hektar och deras största längd är 1,1 kilometer i nord-sydlig riktning. Högsta höjden är omkring 10 meter över havsytan.
Rysskären består av Södra och Norra Rysskär och Rysskärs ören, som är mer eller mindre sammanväxta, samt Rysskärs örarna och Rysskärs hällarna som är fem mindre skär norr om Rysskärs ören. På det nordligaste av dem står sjömärket ”Rysshäll”.
Inlandsklimat råder i trakten. Årsmedeltemperaturen i trakten är 6 °C. Den varmaste månaden är augusti, då medeltemperaturen är 16 °C, och den kallaste är januari, med −5 °C.